# 北京トロリーバス
北京トロリーバス（ペキントロリーバス、簡体字：北京无轨电车）は中華人民共和国北京市で運行されているトロリーバスである。路線バスと共に北京公共によって運営されている。

## 概要

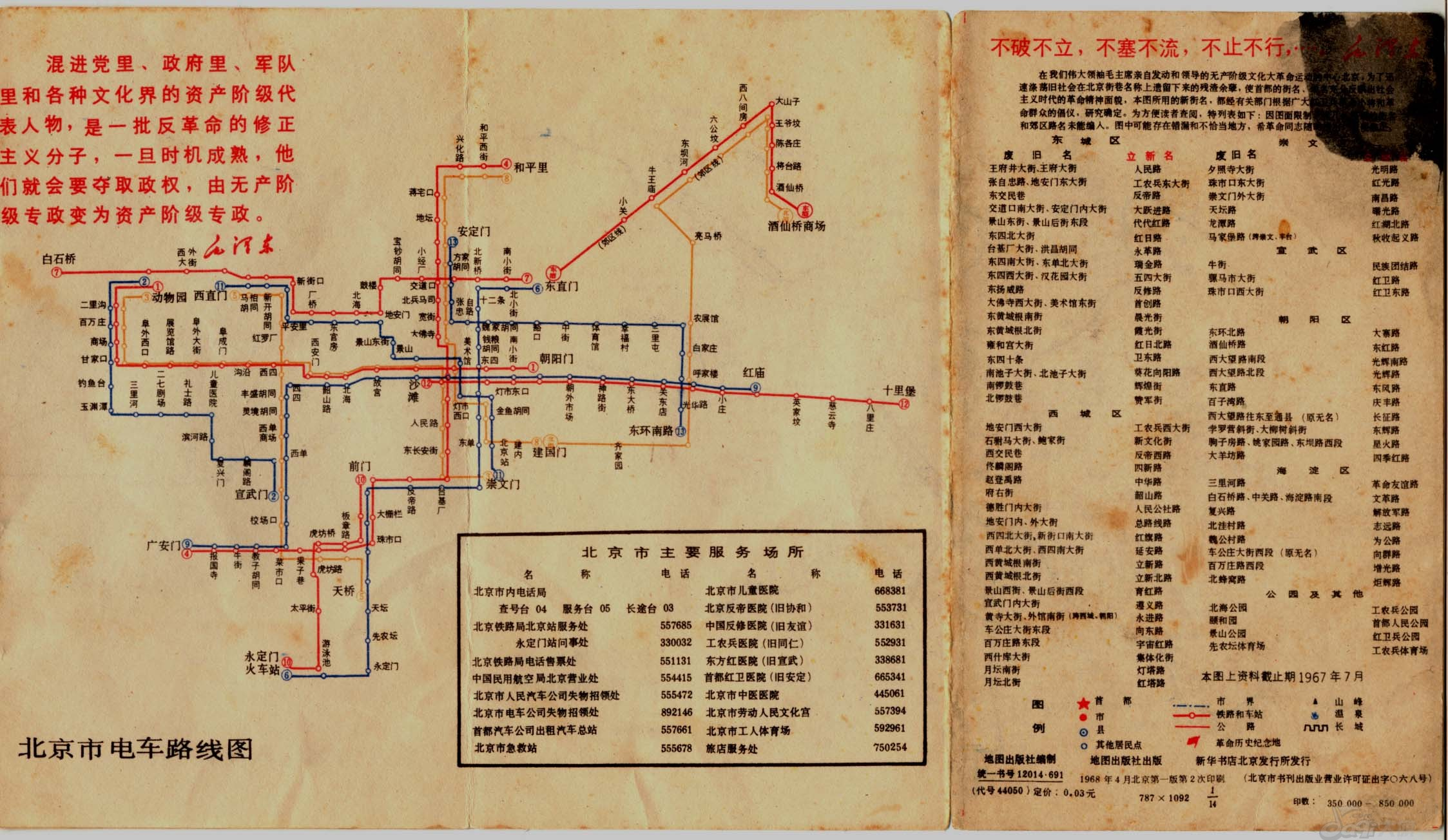
1968年当時のトロリーバス路線図と文革による地名変更通知

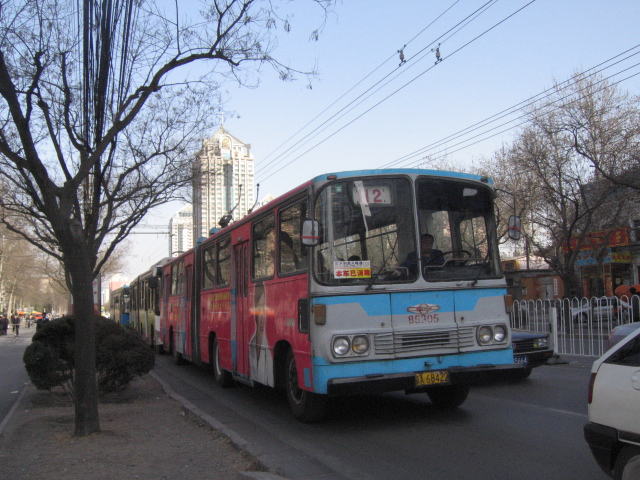
紅廟に停車中の112系統

運行は1957年2月26日に開始されたが、開業にあたりチェコスロバキアのシュコダオストロフ社は、1950年代の終わりに合計52台のシュコダ8Trトロリーバスを納入し、後年、トロリーバスが路面電車（北京市電）をすべて置き換えた。市電は1966年5月6日が最終運行となった。1960年代から1970年代にかけて、トロリーバスは北京の最も重要な公共交通機関だったが、バスが急増した後の数十年で地位を失った。1980年代には、シュコダ14Trトロリーバスも納入された。
2011年末時点では、合計660台のトロリーバスで、101から109、111、112、114、115、118、124の15路線を運行していた。
北京の公共交通機関の開発計画では、2017年までにディーゼルエンジンバスをバッテリー付きのハイブリッドトロリーバスに置き換えることを想定している。